# Konkatedra św. Jadwigi Śląskiej w Zielonej Górze
Konkatedra pw. św. Jadwigi Śląskiej w Zielonej Górze – kościół ufundowany w II poł. XIII w. przez księcia Konrada I głogowskiego poświęcony św. Jadwidze (skądinąd babce fundatora), budowany od 1272, ukończony w 1294 przez Henryka Głogowczyka, syna Konrada; sam fundator został pochowany w obrębie świątyni. Kościół ten jest najstarszym zachowanym zabytkiem Zielonej Góry.

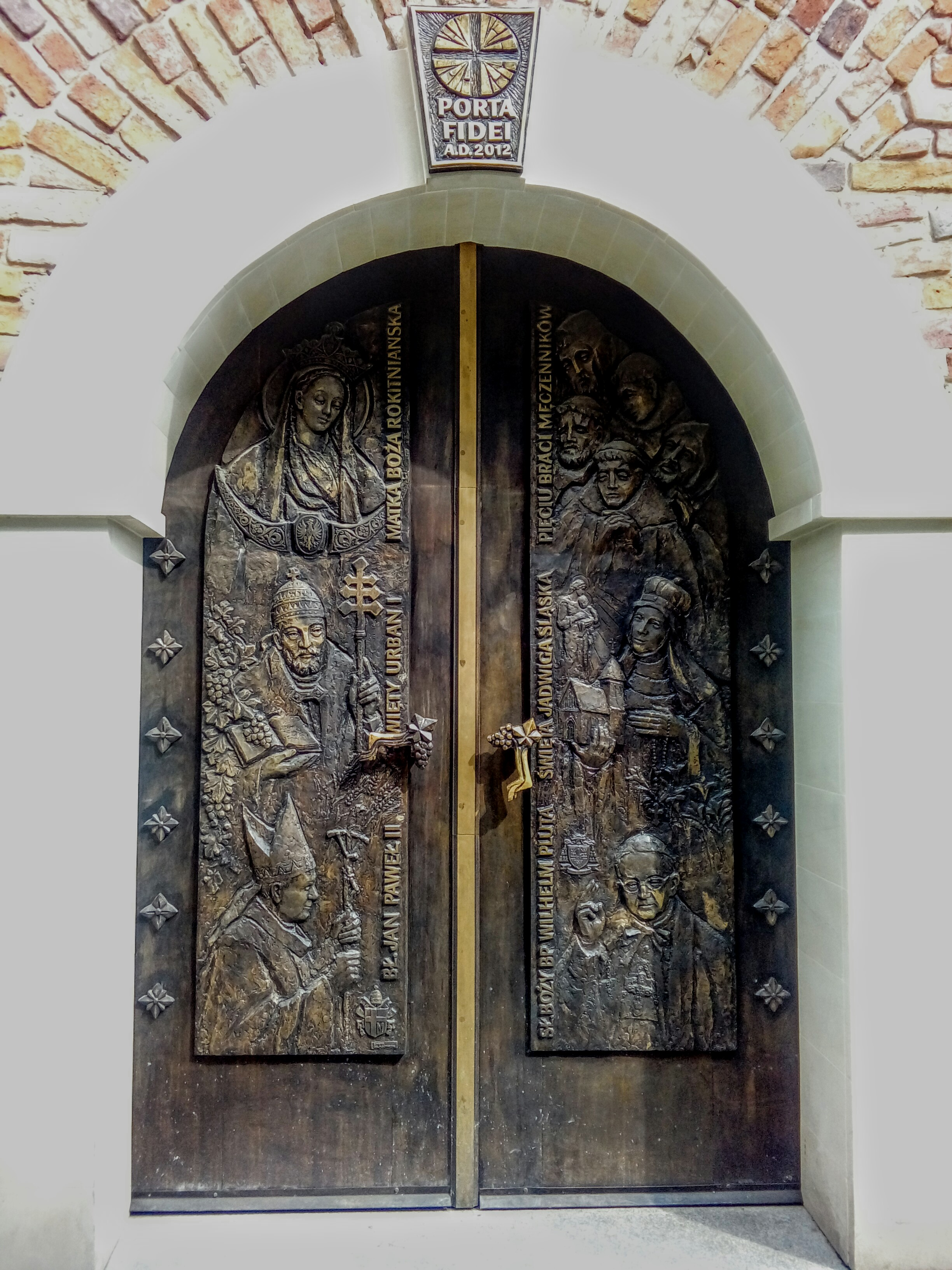
Spiżowe drzwi konkatedry św. Jadwigi Śląskiej w Zielonej Górze

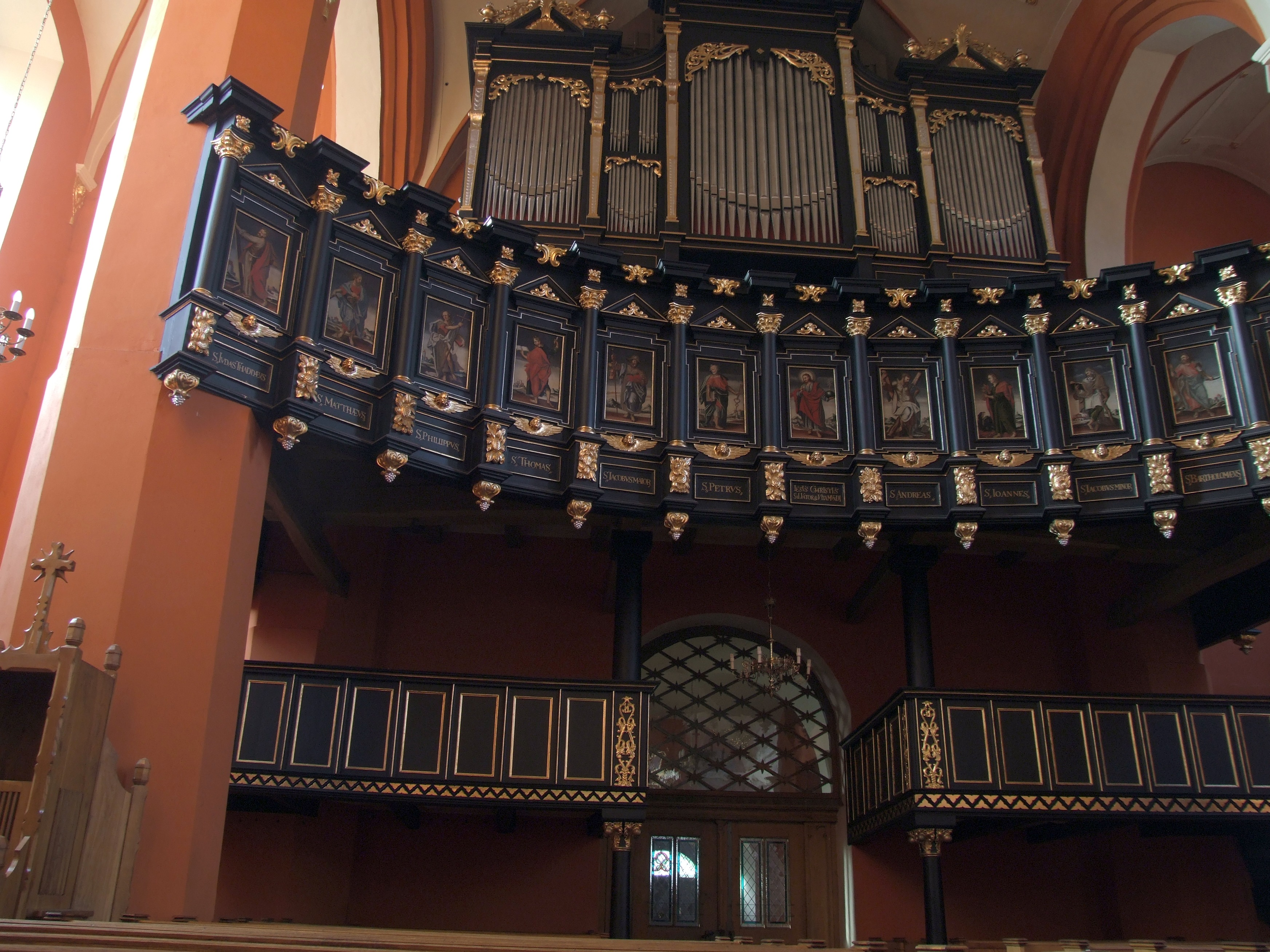
Barokowa empora

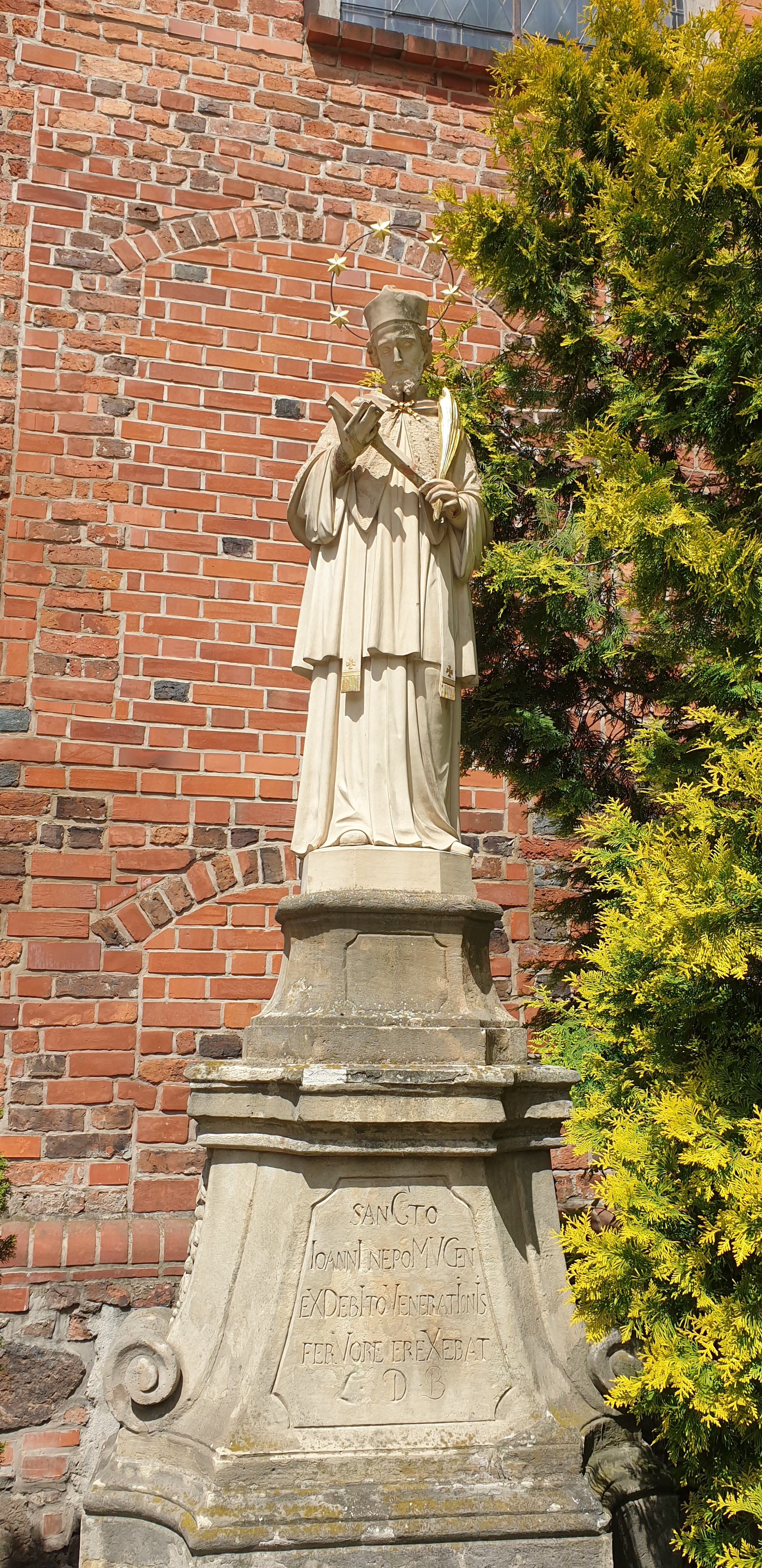
Pomnik św. Jana Nepomucena przy zielonogórskiej konkatedrze

## Historia

### Zmienne losy
Książęta głogowsko-żagańscy patronowali głównemu kościołowi parafialnemu Zielonej Góry aż do roku 1427, kiedy książę Henryk IX przekazał farę żagańskiemu konwentowi augustiańskiemu. Kiedy ostatni z augustiańskich proboszczów Zielonej Góry, Paweł Lenberg, przeszedł na luteranizm, kościół przejęli w 1544 protestanci. Zmienne losy wojny trzydziestoletniej w I poł. XVII w. skutkowały w Zielonej Górze zmiennymi losami tak kościoła św. Jadwigi, jak i sporami wokół prawa korzystania z cmentarza przy ewangelickim kościele św. Trójcy. Trzy lata po zawarciu pokoju westfalskiego, w 1651, ostatni pastor ewangelicki opuścił Zieloną Górę i oba kościoły przeszły w posiadanie katolików.

### Katastrofy
Po pożarze, który strawił kościół w 1419, powstała ceglana konstrukcja widocznej do dziś halowej bryły kościoła. Zachowane do dziś elementy gotyckie widoczne są w elewacji, w przyporach, w południowym portalu i niektórych oknach z ich ostrołukowym kształtem, a także wewnątrz, gdzie widoczne są gotyckie arkady międzynawowe, łuk tęczowy i portale.
Kościół palił się jeszcze kilkakrotnie, m.in. w wielkim pożarze miasta w 1582 (spłonął wówczas także kościół św. Jana) runęło sklepienie, a także w 1627 i 1651. Po tym ostatnim, bardzo dotkliwym, kościół odbudowywano ćwierć wieku. W tym czasie m.in. mniejsze, półkoliste okna kościoła zastąpiły dotychczasowe gotyckie, podwyższono mury, a dotychczasowy wspólny dach dwuspadowy nakrywający całą świątynię zastąpiono łączonym, oddzielnym dla nawy głównej i dla naw bocznych.
W 1776 roku zawaliła się pękająca od dawna wieża kościoła, razem z nią runęły fragmenty ścian prezbiterium oraz nawy północnej, a także przęsła sklepień. Po tej katastrofie odbudowa trwała do 1780, dach budowli zyskał widoczny dziś kształt – niski i rozczłonkowany – zakłócający proporcje budowli. Klasycystyczna, czterokondygnacyjna, zwieńczona tarasem i kopułą wieża z 1832 roku dopełnia współczesnego obrazu kościoła.

### XX wiek
W dniach 3–5 maja 1952 przebywał w Zielonej Górze prymas Polski abp Stefan Wyszyński i udzielił w kościele św. Jadwigi sakramentu bierzmowania.
W 1992 bullą Totus Tuus Poloniae populus papież Jan Paweł II, w ramach reorganizacji administracji Kościoła w Polsce, powołał do istnienia diecezję zielonogórsko-gorzowską przenosząc jej stolicę z Gorzowa Wielkopolskiego do Zielonej Góry, a dotychczasowy kościół parafialny św. Jadwigi z dniem 7 czerwca 1992 podniósł do godności konkatedry diecezji zielonogórsko-gorzowskiej.
12 września 1993 odbył się ingres do konkatedry biskupa Adama Dyczkowskiego, był to pierwszy ingres w historii zielonogórskiej konkatedry.
W 1993 przy konkatedrze została powołana Zielonogórska Kapituła Kolegiacka pw. św. Jadwigi.

### XXI wiek
W 2012 z okazji rozpoczęcia Roku Wiary i odpustu św. Jadwigi Śląskiej biskup Stefan Regmunt poświęcił drzwi spiżowe będące głównym wejściem do konkatedry zielonogórskiej.
W 2014 poświęcono odnowioną Kaplicę Ogrójcową, w której odsłonięto na ścianach zachowane fragmenty fresków przedstawiające sceny z Ogrójca. Kaplica ta w latach 1968–2008 była miejscem modlitwy miejscowej wspólnoty greckokatolickiej.
16 października 2017 z okazji 750-lecia kanonizacji św. Jadwigi Śląskiej biskup Tadeusz Lityński poświęcił pomnik św. Jadwigi postawiony przy konkatedrze.
13 sierpnia 2022 w konkatedrze odbyły się święcenia biskupie ks. kan. Adriana Puta, proboszcza parafii konkatedralnej, była to pierwsza sakra biskupia w historii Zielonej Góry.

## Wyposażenie
W wyposażeniu kościoła św. Jadwigi zachował się barokowy chór z malowanymi przedstawieniami świętych z XVII w. i renesansowa kuta krata przy wejściu do Kaplicy Oliwnej. Na zewnątrz i we wnętrzu zachowały się zabytkowe barokowe i renesansowe płyty nagrobne. Głównym ołtarzem jest tryptyk przedstawiający tajemnice różańca, konsekrowany w 1978. Przy południowej stronie konkatedry stoi figura św. Jana Nepomucena będąca najstarszym pomnikiem w mieście.